# قاعدة كادينا الجوية
قاعدة كادينا الجوية (بالإنجليزية: Kadena Air Base)‏ هي قاعدة عسكرية جوية تابعة لالقوات الجوية الأمريكية . تقع في مدينة أوكيناوا بمحافظة أوكيناوا.